# Боннетон, Валери
Валери Боннетон (фр. Valérie Bonneton; род. 5 апреля 1970, Сомен, Франция) — французская актриса.

## Биография
Валери Боннетон родилась 5 апреля 1970 года в городе Сомен (департамент Нор, Франция). В шестнадцатилетнем возрасте она жила в французской коммуне Аниш, где окончила колледж. После этого Валери училась актёрскому мастерству в актёрской школе «Cours Florent», а затем в Высшей национальной консерватории драматического искусства в Париже, которую окончила в 26 лет. Начинала свою карьеру в театре, где познакомилась со своим будущим мужем Франсуа Клюзе.
Дебютировав в кино в 1995 году, Боннетон сначала играла небольшие и эпизодические роли. Популярность актрисе принесла сыгранная ею одна из главных ролей в телесериале 2007 года «Что такое хорошо, что такое плохо», после чего её чаще стали приглашать на роли в большом кино.
В 2010 году Валери Боннетон сыграла в фильме Гийома Кане «Маленькие секреты», где снималась вместе со своим мужем Франсуа Клюзе и французской актрисой Марион Котияр. В 2011 году за работу в этом фильме Боннетон была номинирована на соискание кинопремии «Сезар» в категории за «лучшую женскую роль второго плана».
В 2013 году Валери Боннетон исполнила главную роль в приключенческой комедии режиссёра Александра Коффре «Вулкан страстей», а её напарником по роли стал французский актер Дэни Бун. В том же году Боннетон появилась на экране в ещё одной ленте «Любовь в квадрате», а через год снялась сразу в нескольких французских комедиях, среди которых «Наверное», «Любовь от всех болезней» и «Джеки в царстве женщин» с Шарлоттой Генсбур и Венсаном Лакост в главных ролях.
В январе 2016 года Валери Боннетон была награждена французским орденом Искусств и литературы (кавалер).

## Частичная фильмография
- 1998: Жанна и отличный парень / Jeanne et le Garçon formidable
- 2000: Сентиментальные судьбы / Les Destinées sentimentales
- 2008: Летнее время / L'Heure d'été
- 2010: Маленькие секреты / Les Petits Mouchoirs
- 2011: Первая любовь / Un amour de jeunesse
- 2011: Каникулы на море / Le Skylab
- 2013: Вулкан страстей / Eyjafjallajökull
- 2014: Джеки в царстве женщин / Jacky au royaume des filles
- 2014: Любовь от всех болезней / Supercondriaque
- 2014: Ни минуты покоя / Une heure de tranquillité
- 2015: Никогда в жизни / Jamais de la vie
- 2018: От семьи не убежишь / La ch'tite famille